# Ett rött olvon vid ängen
"Ett rött olvon vid ängen" (ukrainska: Ой у лузі червона калина: Oj u luzi tjervona kalyna) är en ukrainsk folksång och patriotisk marsch.
Den utgavs första gången 1875, av Volodymyr Antonovitj och Mychajlo Drahomanov, samt i en modernare tolkning av Stepan Tjarnetskyj 1914. Marschen hedrar och firar den ukrainska legionen eller Sitjs fältjägare.
Sången fick särskild uppmärksamhet från mars 2022 under den ryska invasionen av Ukraina.

## Ursprung och författarskap
Författarskapet tillskrivs i allmänhet Stepan Tjarnetskyj (1881–1944), vars version av sången framfördes första gången 1914. Han använde äldre sånger och texter som bas när han skrev den.
Litteraturkritikern Fjodor Petrovitj konstaterade 1990 att den äldre kosacksången Розлилися круті бережечки (svenska: De branta stränderna svämmar över) från 1600-talet slutade med nästan samma vers som Tjarnetskyjs version. Av detta drog han slutsatsen att Tjarnetskyj hade använt detta som grund och endast gjort justeringar av text och melodi. Tjarnetskyj själv gjorde inte anspråk på författarskap till texten som anpassats från folkvisor, utan den till den nya melodin. I en intervju för tidningen Діло (Dilo) 1916 uppgav han att hans sång var baserad på Сонця Руїни (Ruinens sol) av Vassyl Patjovskyj.
Tjarnetskyj ändrade i synnerhet slutet på denna äldre folksång till en mer optimistisk final och anpassade några ord. Tjarnetskyj arbetade vid en teater i Lviv vid den tiden. Till slutet av andra akten i pjäsen Сонця Руїни (Ruinens sol) ville han infoga en ny låt som passade bättre än originalversionen, men lämnade den sista versen oförändrad. Han anpassade också melodin, som sedan sattes av Michail Kossak för den önskade instrumenteringen. Den fick större berömmelse genom framförandet av pjäsen i Lviv och Galizien med den reviderade sången av Tjarnetskyj. Efter att kompositören Mychajlo Hajvoronskyj uttryckt en misstanke om att sången ursprungligen var sprungen ur Сонця Руїни av Patjovskyj och därför hade teaterchefen Jossyp Stadnyk att tacka för sin popularitet, svarade Tjarnetskyj i ett brev 1916 i vilket han förklarade att sången ännu inte hade sjungits vid den tiden utan först efter att han själv hade gjort sina ändringar.
I juni 1914 sjöngs sången av teatergruppen i Tjortkiv tillsammans med Sitj-fältjägarna som var där då. I september samma år framfördes den i byn Horonda, där den ukrainska legionen vistades vid den tiden. Enligt Mychajlo Hayvoronskyj sjöngs sången även av Legion-divisioner i Tjortkiv under färd till deras övningar. Därifrån spreds den vidare till Ungern via Stryj.
Ytterligare strofer utöver den första versionen av Tjarnetskyj kommer från Andrij Truch.  Den sista versen av sången lades till först i slutet av 1980-talet av Leopold Jasjtjenko och Nadija Svitlytjna.

## Sångtexten

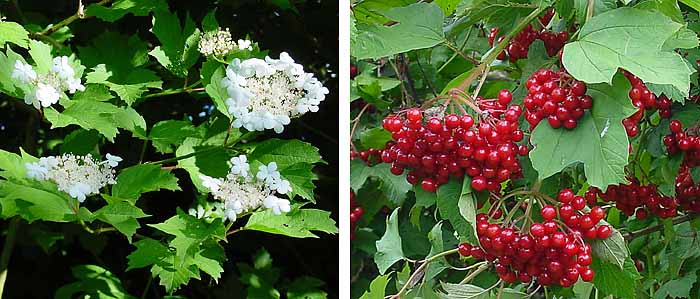
Blomma och frukt av det besjungna olvonet.

"Olvonet" som sången handlar om är växten skogsolvon ( Viburnum opulus ), vars eponyma blommor är vita och snöbollslika till utseendet, men vars frukter är klarröda. Röda bär är en nationalsymbol för Ukraina, som symboliserar förbindelsen med hemlandet, livets kontinuitet et c.
Det finns flera versioner av låten med lite olika verser. Alla versioner har den första och namngivande strofen av Tjarnetskyj som handlar om att olvonet böjer sig ner eftersom det härliga Ukraina är ledset och oroligt för något; Olvonet och Ukraina ska sedan resa sig igen. Följande strofer firar Ukrainas befrielse på olika sätt. I synnerhet handlar stroferna om Sitj-skyttarna och deras prestationer. Alla strofer slutar med att olvonet åter reser sig och Ukrainas mod ånyo väcks.

## Betydelse sedan den ryska invasionen av Ukraina 2022
Låten fick särskild uppmärksamhet i mars 2022 under den ryska invasionen av Ukraina. Sångaren i det ukrainska bandet BoomBox, Andrij Chlyvnjuk, som avbröt bandets turné i USA för att ansluta sig till de ukrainska väpnade styrkorna, lade upp en video på Instagram den 27 februari 2022 där han sjunger låten a cappella i Kiev iförd uniform. Kort därefter remixades denna version av den sydafrikanska musikern The Kiffness, vilket väckte ytterligare uppmärksamhet. Oleksandra Nazarova och Maksym Nikitin, som representerade Ukraina i isdans vid vinter-OS 2022, använde denna remix i sitt framträdande vid världsmästerskapen i konståkning 2022. Den 8 april släppte det engelska rockbandet Pink Floyd en singel med titeln Hey, Hey, Rise Up!, där de också använde Chlyvnjuks inspelning av sången. En version av låten framförd av den ukrainska sångerskan och bloggaren Eileen (Olena Androsova) fick mer än 2,4 miljoner visningar på YouTube inom en månad efter att den släpptes. I maj 2022 sjöng tusentals estniska körsångare ett arrangemang av sången på Tallinns sångfestival - Pirita, dirigerad av Hirvo Surva. Den 1 juni 2022 dök en video upp av en okänd man som spelade melodin på ett dragspel inom synhåll från den okände soldatens grav i Moskva. Det gick inte att avgöra om det var en nyligen genomförd inspelning.